# 생활맥주

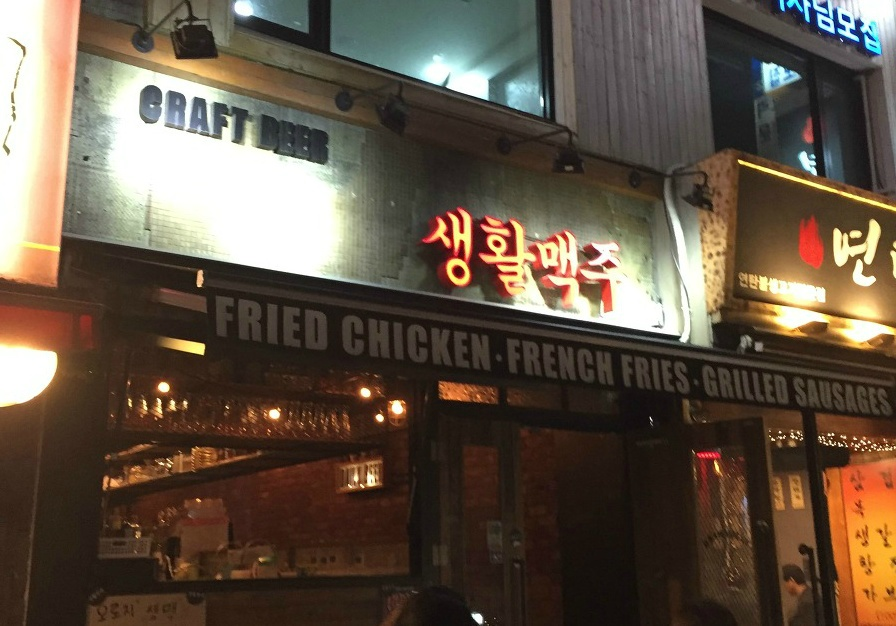
신논현의 생활맥주

생활맥주는 대한민국의 기업 데일리비어에서 운영하는 수제 맥주 부문의 프랜차이즈이다. 본사는 서울특별시 영등포구 여의도의 본사 1층에 위치한다.
2014년에 1호점을 개점하였고 그 뒤로 2023년 기준 직영점 46곳을 비롯해 총 260여개의 매장을 대한민국 전역에 거느릴 정도로 성장하였다.
대한민국 전국 각지의 양조장과 협업하여 특색 있는 맛과 향의 수제맥주 50여 개를 공급 중이며 배달 전문 숍인숍 브랜드 '생활치킨'을 기존의 가맹점주들에게 무료로 제공함으로써 초기 투자비와 인건비 부담을 낮추었다.